# Aske (EP)
Aske (norw. popioły) – minialbum projektu Burzum, wydany w 1993 roku. Album jest znany ze zdjęcia na okładce przedstawiającego spalony drewniany kościół Fantoft w norweskim mieście Bergen. O jego podpalenie oskarżany był Vikernes; niektórzy twierdzą, że to on sam wykonał to zdjęcie.

## Lista utworów
Opracowano na podstawie materiału źródłowego.
| Nr | Tytuł utworu                  | Długość |
| -- | ----------------------------- | ------- |
| 1. | „Stemmen Fra Tårnet”          | 6:09    |
| 2. | „Dominus Sathanas”            | 3:02    |
| 3. | „A Lost Forgotten Sad Spirit” | 10:51   |
|    |                               | 20:02   |

## Twórcy
Opracowano na podstawie materiału źródłowego.
- Varg Vikernes (Count Grishnackh) – śpiew, gitara, perkusja, gitara basowa (utwór 2), produkcja
- Tomas Haugen (Samoth) – gitara basowa (utwory 1 i 3)
- Eirik Hundvin (Pytten) – produkcja, realizacja